# هفت تبة
هفت تبه أو كما يسميها البعض قوماط هي بلدة تابعة لمدينة سوس في محافظة خوزستان في إيران يسكنها غالبية عربية.